# 藤垈村
藤垈村（ふじぬたむら）は山梨県東八代郡にあった村。現在の笛吹市境川町藤垈にあたる。

## 地理
- 山：貉山、滝戸山

## 歴史
- 1889年（明治22年）7月1日 - 町村制の施行により、近世以来の藤垈村が単独で自治体を形成。
- 1903年（明治36年）4月1日 - 五成村・圭林村・寺尾村と合併して境川村が発足。同日藤垈村廃止。

## 交通
現在は旧村域に中央自動車道の境川パーキングエリアが所在するが、当時は未開通。